# Jesse van de Haar
Jesse van de Haar (* 26. Januar 2005 in Utrecht) ist ein niederländischer Fußballspieler. Der U18-Nationalspieler der Niederlande spielt seit seiner Kindheit beim FC Utrecht.

## Spielerkarriere

### Karriere im Verein
Jesse van de Haar begann seine aktive Karriere beim SC Hoevelaken, bevor er im Alter von acht Jahren in das Nachwuchsleistungszentrum des FC Utrecht wechselte. Am 3. April 2023 gab er bei der 0:1-Niederlage im Zweitligaspiel bei Almere City FC sein Debüt für die zweite Mannschaft der Utrechter. Bis zum Ende der Saison 2022/23 kam er auf sechs Spiele für die Zweitvertretung und schoss dabei ein Tor, in der folgenden Spielzeit etablierte er sich endgültig in der Zweitvertretung und rückte anschließend zeitweise in den Kader der Eredivisiemannschaft auf. Nachdem er mehrfach unter Trainer Ron Jans auf der Bank gesessen hatte, debütierte er am 3. März 2024 bei der 0:2-Auswärtsniederlage bei Ajax Amsterdam als Einwechselspieler für Othmane Boussaid. Am Ende der Zweitligaspielzeit 2023/24 stieg er mit der Zweitvertretung ab.
Im Sommer 2024 verließ van de Haar den FC Utrecht auf Leihbasis und wurde an den Zweitligisten BV De Graafschap abgegeben. Unter Cheftrainer Jan Vreman war er auf Anhieb Stammspieler, zum 4:3-Ausftaktsieg in der Spielzeit 2024/25 gegen den FC Volendam steuerte er ein Tor und eine Vorlage bei.

### Nationalmannschaftskarriere
Jesse van de Haar kam 2023 zweimal für die U18 der Niederlande zum Einsatz und erzielte dabei ein Tor. Anschließend lief er für die U-19-Auswahlmannschaft auf, mit der er in der Qualifikation zur U-19-Europameisterschaft 2024 scheiterte.

## Familie
Jesse van de Haar ist Sohn des vormaligen Deutschland-Profis Hans van de Haar, der zwischen 1998 und 2001 für den KFC Uerdingen und den SSV Ulm 1846 in der Bundesliga und 2. Bundesliga spielte. Wie sein Sohn war er zeitweise auch für den FC Utrecht aktiv, wo er später auch als Trainerassistent von Erik ten Hag und Jean-Paul de Jong arbeitete. Der Klub veröffentlichte im Dezember 2022 eine Dokumentation über die beiden.